# 纳米比亚，勇气之地
《納米比亞，勇氣之地》（英語：Namibia, Land of the Brave），是納米比亞的國歌。作詞及作曲者均為克斯利·多西布，他是喀拉哈里沙漠傳統音樂團體的導演。多西布在納米比亞於1990年獨立後舉行的國歌比賽中獲勝。採用於1991年。

## 立法
納米比亞議會於1991年通過了《納米比亞共和國國歌法案》。這確定了《納米比亞，勇氣之地》是納米比亞的國歌，將侮辱國歌定為犯罪行為，最高可監禁五年或罰款高達二十萬南非蘭特或兩者均執行，並允許納米比亞總統制定與之相關的法規。

## 外部連結
- Namibia: Namibia, Land of the Brave - Audio of the national anthem of Namibia, with information and lyrics （页面存档备份，存于）
- National anthem of Namibia MIDI （页面存档备份，存于）